# Werner Hofmeister

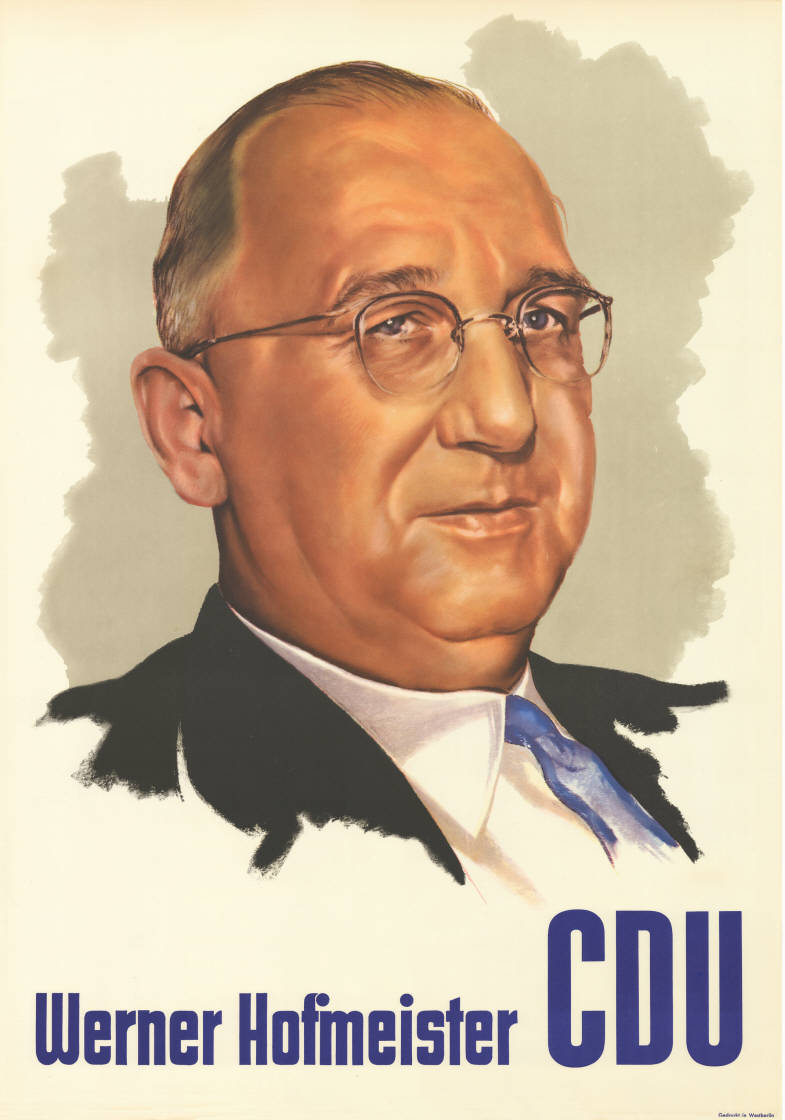
Werner Hofmeister auf einem Wahlplakat zur Landtagswahl in Niedersachsen 1959

Werner Hofmeister (* 23. Februar 1902 in Braunschweig; † 21. September 1984 ebenda) war ein deutscher Politiker der CDU. Er gehörte 1948/49 dem Parlamentarischen Rat an und bekleidete in der Niedersächsischen Landesregierung zweimal das Amt des niedersächsischen Justizministers.

## Leben
Nach dem Abitur am Realgymnasium in Braunschweig studierte er von 1922 bis 1925 Rechts- und Staatswissenschaften an der Universität Göttingen, wo er 1922 Mitglied der Burschenschaft Brunsviga wurde. 1929 legte er die zweite Staatsprüfung ab und trat in den Staatsdienst ein. Wegen seiner Mitgliedschaft in der Deutschen Volkspartei wurde er 1933 entlassen und arbeitete als Rechtsanwalt. Nach dem Krieg übernahm er für ein knappes Jahr einen Auftrag als Richter am Amtsgericht Braunschweig. Am 1. Juni 1946 wurde er Notar.

## Öffentliche Ämter
Seit deren Gründung war er CDU-Mitglied.
Hofmeister war in der ersten bis fünften Wahlperiode vom 20. April 1947 bis 5. Juni 1967 Mitglied des Niedersächsischen Landtages. Er war stellvertretender Vorsitzender der CDU-Landtagsfraktion in Niedersachsen vom 6. Mai 1951 bis 5. Mai 1955. Er war Vorsitzender des Ausschusses für Rechts- und Verfassungsfragen vom 14. Juni 1951 bis 5. Mai 1955 sowie des Geschäftsordnungsausschusses vom 3. Juni 1959 bis 5. Juni 1967. Hofmeister gehörte vom 28. März 1951 bis 5. Mai 1959 der DP/CDU-Fraktion im Landtag an. Der Landtag wählte ihn zum Mitglied der ersten Bundesversammlung, die 1949 Theodor Heuss zum Bundespräsidenten wählte.
Er war vom 26. Mai 1955 bis 4. Dezember 1957 Präsident, vom 12. Mai 1959 bis 5. Juni 1967 Vizepräsident des Niedersächsischen Landtags sowie Vorsitzender des Verfassungsausschusses Niedersachsens. Unter Hinrich Wilhelm Kopf war er von 1949 bis 1950, unter Heinrich Hellwege 1957 bis 1959, Justizminister.

## Ehrungen
Hofmeister erhielt das Große Bundesverdienstkreuz mit Stern und Schulterband sowie die Niedersächsische Landesmedaille.